# Pleuroploca trapezium
Pleuroploca trapezium is een slakkensoort uit de familie Fasciolariidae. De wetenschappelijke naam werd gepubliceerd in 1758 door Carl Linnaeus in de tiende editie van Systema naturae.
Deze slak heeft een dikke en zware schelp, die zeer groot kan worden (tot 28 cm lang; gewoonlijk rond de 20 cm). De soort komt voor in de Rode Zee, de Indische Oceaan vanaf het oosten van Afrika, de Perzische Golf, de Indonesische Archipel en de westelijke Stille Oceaan tot in Melanesië en noordelijk tot aan Japan. Schelpen waarvan het topje van de spiraal is afgesneden worden traditioneel gebruikt als trompet.